# Лазерный проектор

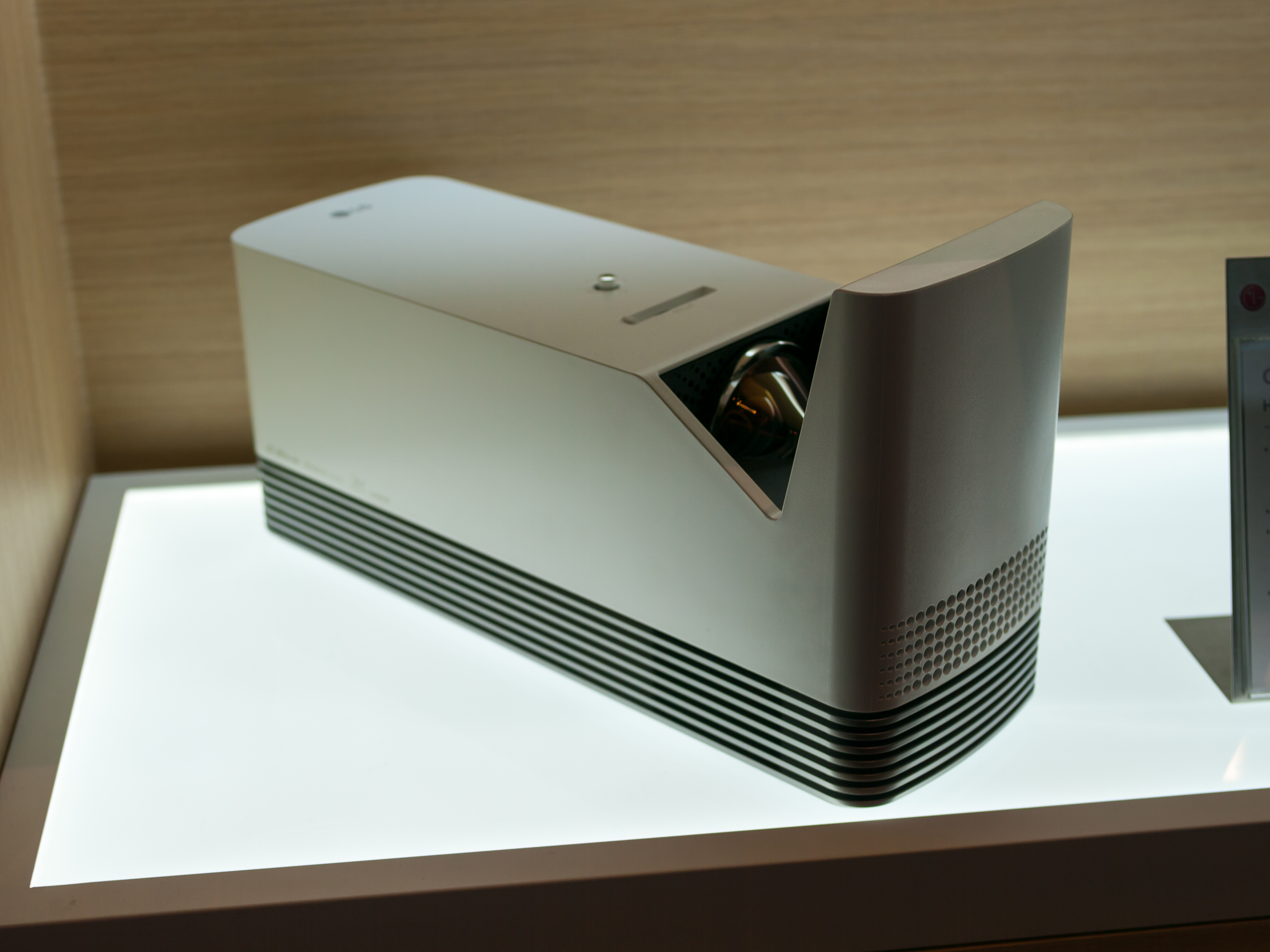
LG CineBeam Laser

Лазерный проектор — это прибор, который проецирует изменяющиеся лазерные лучи на экран.
В корпусе проектора расположены:
- Лазер;
- Гальванометрический сканер или акустооптический цветовариатор;
- Дихроические зеркала и другие оптические элементы.

В лазерном проекторе может быть один лазерный источник, для проектирования только одним цветом, или три лазерных источника для проекции в RGB.
Лазерные проекторы позволяют прорисовывать на различных плоскостях лазерную графику высокой интенсивности и четкости: голограммы, текстовую информацию, 3D-рисунки и фигуры, логотипы. Управление лазерными проекторами осуществляется по протоколу DMX или с помощью контроллера ЦАП (цифро-аналогового преобразователя), при использовании компьютера.

## Типы используемыхлазеров

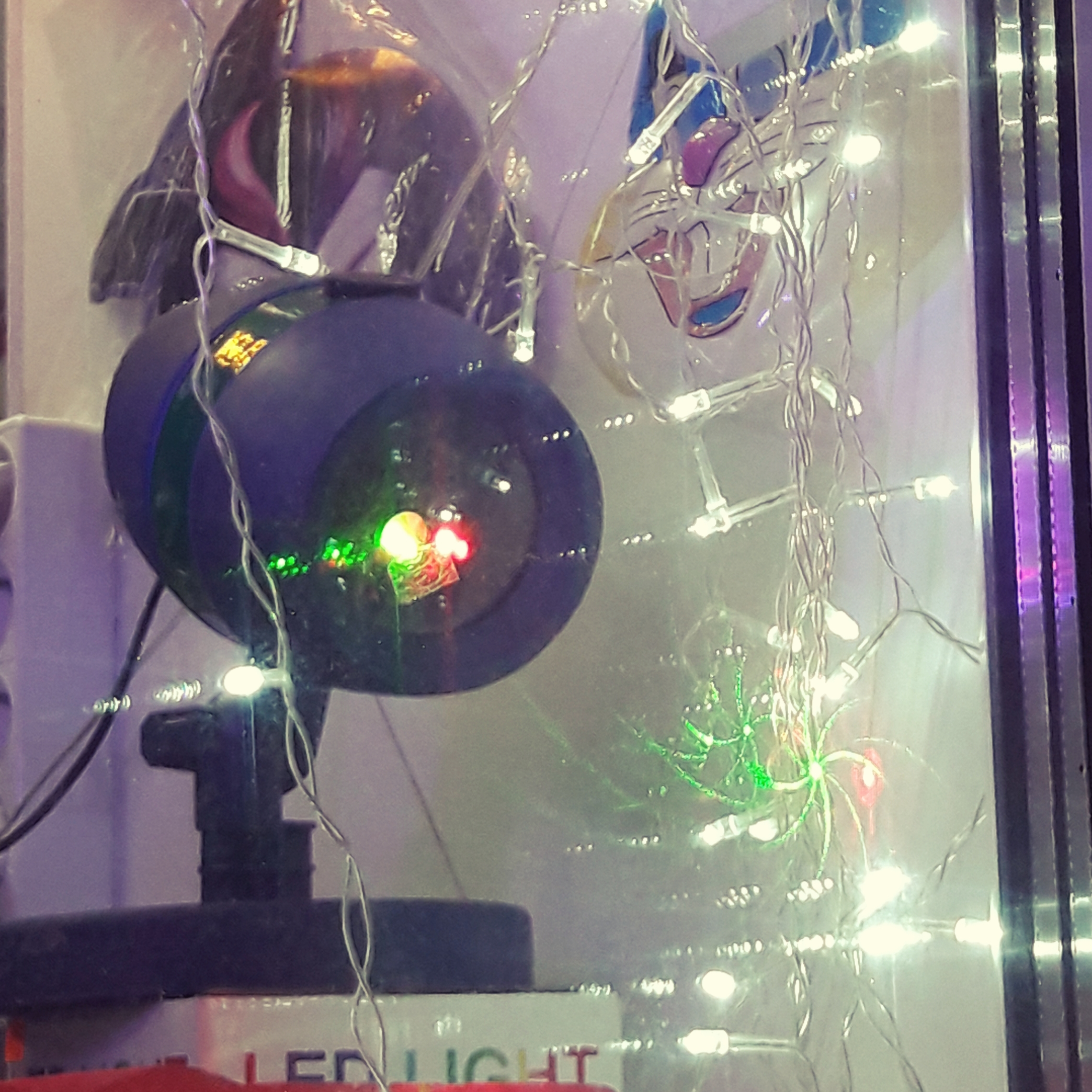
Лазерный проектор в витрине магазина

В лазерных проекторах используются:

### Лазеры с диодами (с непосредственной накачкой)
Красный: 635 нм, 642 нм, 650 нм, 660 нм;
Зелёный: 515 нм;
Синий: 445 нм;
Фиолетовый: 405 нм.

### Твердотельные DPSS лазеры (с диодной накачкой, с удвоением частоты)
Красный: 671 нм;
Зелёный: 532 нм;
Голубой: 473 нм;
Синий: 457 нм.

### Газовые лазеры (практически не используются после 2006 года)
Красный: He-Ne (гелий-неоновый) @ 632,8 нм, Криптон @ 647,1 нм;
Зелёный: Аргон @ 514,5 нм;
Голубой: Аргон @ 488 нм;
Синий: Аргон @ 457,9 нм;
Мульти-цвет (WhiteLight): газовая смесь Аргон/Криптон 647,1 нм, 514,5 нм, 488 нм, 476,5 нм, 457,9 нм.

## Гальванометрический сканер
Гальванометрический сканер — электромагнитное устройство, в котором перемещающиеся зеркала (закреплённые на конце поворотного вала), отражают лазерный луч, и тем самым, создают нужную лазерную проекцию, анимацию и текст. Одной из главных характеристик сканера является его производительность, измеряемая в количестве точек в секунду, которые способен отобразить сканер. Например, обозначение 30К обозначает максимальную производительность сканера до 30000 точек в секунду. Следует отметить, что действительная производительность сканера зависит от текущего угла развёртки проекции. Чем больше угол, тем меньше текущая производительность сканера.

## Дихроичные зеркала
Дихроичные зеркала, используемые в лазерном проекторе, необходимы для объединения лазерных лучей разных цветов, например, они позволяют объединить красный, зелёный и синий лучи в один луч белого света. Обычно они пропускают красный свет, отражая синий и зелёный, либо пропускают зелёный и отражают красный и синий.

## Режимы работы лазерного проектора

### Гашение
В этом режиме работы лазерный луч отключается, а зеркала меняют своё положение во время создания анимации или текста. Гашение — это ультра быстрая операция, которая происходит, как правило, сотни раз в секунду. В новейших твердотельных лазерах гашение выполняется напрямую через электронное управление источником. С газовыми лазерами, такими как аргон или криптон, это было невозможно и гашение осуществлялось посредством третьего гальванометра, прерывающего луч механически. Новая технология Poly-Chromatic Acousto-Optic Modulator (Поли-хроматического акустооптического модулятора), или PCAOM позволило устанавливать высокоскоростную электронную заглушку и управлять интенсивностью излучения и цветом лазерного луча в многоцветном лазерном проекторе.

### Модуляция
Данный режим работы поддерживают DPSS проекционные лазеры (аналоговую модуляцию, TTL-модуляцию или оба режима). Модуляция обычно определяется в кГц. 2 кГц считается низким показателем модуляции, 30 кГц — высоким. Производители не указывают точную взаимосвязь между этим показателем и работой лазера.

### Аналоговая модуляция
Аналоговый сигнал используется для контроля интенсивности выходного пучка (это напряжение в диапазоне от 0 до 5 Вольт). В RGB лазерном проекторе (с 8 битной системой) при помощи аналоговой модуляции в Вашем распоряжение будет 16,7 млн цветов. Однако, поскольку в большинстве лазерных шоу программное обеспечения для управления лазерной модуляции яркости использует шаг 0–100 % (вместо 255), общее количество доступных цветов в распоряжении остаётся 1 000 000. Кроме того, обычные лазерные источники начинают работать при напряжении в пределах 1–2 Вольт, а достигают полной яркости при напряжениях от 3,5–4 Вольт, соответственно, кривая мощности/напряжения между этими точками не идеально линейная. Следовательно, динамика цветовой палитры в реальном лазерном шоу уменьшается до нескольких тысяч различных цветов.

### TTL-модуляция
Наличие режима TTL-модуляции указывает на то, что лазерный проектор не поддерживает аналоговую модуляцию на выходе, управляется только включением/выключением. С RGB лазерным проектором в режиме TTL-модуляции в распоряжении будет семь цветов: белый, жёлтый, пурпурный, голубой, синий, зелёный и красный.

## Применение
Лазерные проекторы применяются в кинотеатрах.